# 인계동
인계동(仁溪洞)은 대한민국 경기도 수원시 팔달구의 행정동이다. 팔달구 남동쪽에 있는 동이다.

## 개요
인계(仁溪)라는 이름은 이 지역에 산골짜기에서 비롯된 작은 내가 있었기 때문에 ‘인도천’, ‘인도래’, ‘인도내’ 등으로 불리던 것에서 비롯된 것이라 전한다. 1789년 수원부의 읍치(邑治)가 옮겨오기 전 이 지역은 수원부에 속하는 한적 한 시골 마을이었다. 1789년 조선 정조 13년 9월 수원부의 읍치를 팔달산 동쪽 기슭으로 옮기고, 1796년 화성 신도시를 건설한 후 팔달산 주변 지역을 남부와 북부로 나누었다. 이때 이 곳은 남부에 속하였다. 1914년 4월 1일 일제의 행정 구역 통폐합으로 남부면 우만리와 구천동 일부를 합하여 ‘인계리’라 하여 태장면 관할이 되었다. 구한말 토지 대장에 나타나는 ‘인도천(仁道川)’·‘인도내’·‘인도래’라는 지명은 이 지역을 지칭한다. 1936년 10월 1일 조선총독부령 제94호에 의하여 수원읍 이 확장될 때 수원읍으로 편입되었다. 이때 ‘인계정(仁溪町)’이란 일본식 명칭이 되었다. 해방 후인 1949년 8월 15일 수원읍이 수원부(수원시)로 승격되고 동제가 실시되면서 ‘인계동’이라 불리게 되었고, 1963년 1월 1일 행정구역 통합 때에도 그대 로 인계동이 되었다. 1988년 수원시에 구가 설치되면서 권선구에 속하게 되었으며, 이어 1989년 6월 3일 수원시 조례 제1867호에 의하여, 우만동과 권선동 일부를 편입시켰다. 1993년 팔달구 설치로 수원시 팔달구 인계동으로 현재에 이르고 있다.

## 아파트
| 단지명                    | 건설사                    | 시행사                            | 주소              | 입주       | 비고              |
| ------------------------- | ------------------------- | --------------------------------- | ----------------- | ---------- | ----------------- |
| 래미안 노블클래스 1단지   | 삼성물산㈜ 건설부문       | 인계주공아파트 재건축정비사업조합 | 팔달구 권광로 246 | 2009년 8월 | 인계주공 재건축   |
| 래미안 노블클래스 2단지   | 삼성물산㈜ 건설부문       | 인계주공아파트 재건축정비사업조합 | 팔달구 권광로 243 | 2009년 8월 | 인계주공 재건축   |
| 수원 센트럴 아이파크 자이 | ㈜지에스건설 현대산업개발 | 팔달10구역 주택재개발정비사업조합 | 팔달구 인계로 21  | 2023년 7월 | 팔달10구역 재개발 |

## 교육

### 수원시팔달구사립대학교[2]
- 아주대학교

## 교통
- 경수산업도로